# Мадурай, Гопи Шанкар
Гопи Шанкар Мадурай (там. கோபி ஷங்கர் மதுரை род. 13 апреля 1991, Мадурай) — индийский правозащитник. Шанкар стал одним из самых молодых и первым открытым небинарным и интерсекс-человеком, участвовавших в выборах в Законодательное собрание Тамил Наду в 2016 году. Шанкар также основал Сришти Мадурай. Работы Шанкара были представлены в Высший суд Мадраса, и он постановил приказать правительству Тамил Наду запретить операции по смене пола интерсекс-детям. В декабре 2017 года Шанкар был избран в исполнительный совет ILGA Asia. В августе 2020 года Министерство социальной справедливости и полномочий Индии назначило Шанкара представителем Южного региона в Национальном совете по делам трансгендерных людей.

## Интерсекс-активизм
В 2015 году Шанкар призвал парламент Индии включить интерсекс-людей в законопроект о защите прав трансгендерных людей. Шанкар также подал официальную жалобу в Национальную комиссию по правам человека Индии (НКПЧИ) с требованием запретить «нормализующие» операции на половых органах интерсекс-детей, а также обеспечить им основные конституционные права, на что НКПЧИ дала секретарю профсоюза Министерства здравоохранения Индии срок в 8 недель для ответа.
22 апреля 2019 года Высший суд Мадраса, изучивший работы Гопи Шанкара, вынес издал распоряжение о запрете «нормализующих» операций на половых органах интерсекс-детей. Суд также выразил свою признательность Шанкару
В 2021 году Комиссия по защите прав ребенка Дели призвала правительство запретить «нормализующие» операции на интерсекс-детях, в своём решении она опиралась в том числе на работы Шанкара.

## Транс-активизм
Благодаря телефону доверия Сришти Мадурай, Шанкар спас нескольких транс-женщин от принудительной секс-работы и попрошайничества. Шанкар также является наставником Форума трансгендерных людей Индии, первого в Индии форума круглосуточной помощи и поддержки для интерсекс-трансгендерных людей и их семей.
Шанкар и транс-женщина С. Свапна устроили протест в коллорате Мадурай 7 октября 2013 года, требуя разрешить представителям другого пола сдавать экзамены, проводимые TNPSC, UPSC, SSC и Bank Exams.